# Логічна імплікація
Імплікація — логічний сполучник «якщо…, то…», тобто оператор між множиною T формул та формулою B, що виконується, якщо кожна модель (або інтерпретація) T також є моделлю B. У символьному вигляді:
1. {\displaystyle T\models B},
2. {\displaystyle T\Rightarrow B}
3. {\displaystyle T\to B}
4. {\displaystyle T\therefore B}

Двомісна логічна операція, що має значення «хибний», тоді й лише тоді, коли перший операнд має значення «істинний», а другий — «хибний».
Логічну імплікацію можна задати через інші логічні операції, наприклад:
{\displaystyle A\to B\equiv \neg A\lor B}

## Визначення
Таблиця істинності має такий вигляд:
| {\displaystyle A} | {\displaystyle B} | {\displaystyle A\to B} |
| ----------------- | ----------------- | ---------------------- |
| F                 | F                 | T                      |
| F                 | T                 | T                      |
| T                 | F                 | F                      |
| T                 | T                 | T                      |

Імплікація як булева функція хибна лише тоді, коли посилка істинна, а наслідок хибний. Інакше кажучи, імплікація {\displaystyle A\to B} — це скорочений запис для виразу {\displaystyle (\neg A)\lor B}.

### Способи запам'ятовування таблиці істинності
Для легшого розуміння сенсу прямої імплікації і запам'ятовування її таблиці істинності варто згадати, що в теорії множин різниця двох множин А-В матиме таблицю належності (0 0 1 0). А заперечення різниці множин НЕ(А-В) й даватиме (1 1 0 1), що в алгебрі логіки назвали імплікацією. Також, можна навести для прикладу деякі життєві моделі: 

А — начальник. Він може наказати «працюй» (1) або сказати «роби, що хочеш» (0). В — підлеглий. Він може працювати (1) або байдикувати (0). У такому разі імплікація — не що інше, як послух підлеглого начальнику. За таблицею істинності легко перевірити, що слухняності немає тільки тоді, коли начальник наказує працювати, а підлеглий ледарює.
| Начальник      | Підлеглий | Слухняність |
| -------------- | --------- | ----------- |
| Роби, що хочеш | Байдикує  | Є           |
| Роби, що хочеш | Працює    | Є           |
| Працюй         | Байдикує  | Немає       |
| Працюй         | Працює    | Є           |

А — предмет студента. Студент може його «знати» (1) або «не знати» (0). В — сесія студента. Сесію можна скласти (1) або не скласти (0). У такому разі імплікація — істинність існування заліку/незаліку. 
| Предмет         | Сесія            | Правдивість складення сесії |
| --------------- | ---------------- | --------------------------- |
| Не знає предмет | Не складає сесію | Правда                      |
| Не знає предмет | Складає сесію    | Правда (бо може таке бути)  |
| Знає предмет    | Не складає сесію | Неправда                    |
| Знає предмет    | Складає сесію    | Правда                      |

## Властивості
- {\displaystyle a\to b\equiv (\lnot b)\rightarrow (\lnot a)}

## Функціональна повнота
Множини операцій {\displaystyle \{\to ,\lnot \},\{\to ,\bot \},\{\to ,\not \to \},\{\to ,\not \leftrightarrow \}} є функціонально повними:
{\displaystyle a\not \to a\equiv \bot }
{\displaystyle a\not \leftrightarrow a\equiv \bot }
{\displaystyle \lnot a\equiv a\to \bot }
{\displaystyle a\lor b\equiv (\lnot a)\rightarrow b}
{\displaystyle a\land b\equiv \lnot (a\rightarrow \lnot b)}
{\displaystyle a\;|\;b\equiv a\to \lnot b}
{\displaystyle a\downarrow b\equiv \lnot ((\lnot a)\rightarrow b)}
...

## Булева логіка
У булевій логіці імплікація — це функція від двох змінних (вони ж — операнди операції, аргументи функції). Змінні можуть приймати значення з {\displaystyle ~\{0,1\}}. Результат також належить {\displaystyle ~\{0,1\}}. Обчислення результату проводиться за простим правилом, або за таблицею істинності. Замість значень {\displaystyle ~0,1} може використовуватися будь-яка інша пара підхожих символів, наприклад {\displaystyle ~false,true} або {\displaystyle ~F,T} або «хибний», «істинний». 